# Joseph Saurin
Joseph Saurin va ser un matemàtic francès dels segles XVII-XVIII, que va fer aportacions al càlcul infinitesimal.

## Vida
Fill de Pierre Saurin, pastor protestant de Corteson, va ser educat pel seu pare que li ensenyà teologia reformada i hebreu. El 1684 va esdevenir ell mateix pastor i va predicar pel Delfinat, però la seva llibertat de pensament i paraula li va atraure problemes. Va marxar, doncs, a Suïssa on va ser pastor a Bercher i a Yverdon.
Retornat a França, s'instal·la a París i inicia unes discussions teològiques amb el bisbe Bossuet que, finalment el fan convertir-se al catolicisme el 1690. Lluís XIV li concedeix una pensió que ell dedica íntegrament a l'estudi de les matemàtiques. Comença a ensenyar-les i es relaciona amb el cercle de leibnizians format per Malebranche, L'Hôpital i Varignon.
El 1707, ingressa a l'Acadèmie Royale des Sciences i en pocs mesos passa a ser-ne membre pensionari, i de la que es va retirar el 1731.

## Obra
Saurin va ser un polemista enèrgic, com ho va demostrar en la defensa del càlcul infinitesimal contra les opinions de Michel Rolle (entre 1699 i 1706) o en la seva defensa per la "querella de les cobles" contra Jean-Baptiste Rousseau (1710), per la que va arribar a estar empresonat uns mesos, a causa  de les calumnies publicades en contra seu.
Els seus articles es van publicar sobretot al Journal des sçavans, revista de la que va ser editor durant un temps. Precisament les seves memòries i articles de 1702-1704 en aquesta revista, defensant el càlcul infinitesimal en contra de les opinions de Rolle, són la part més interessant de la seva obra. Els seus articles tracten dels temes més variats: sobre pèndols, sobre la caiguda dels cossos, sobre la determinació de tangents, sobre figures inscrites i circumscrites, sobre probabilitats, ...
La seva aportació més original al càlcul és la solució al problema de les corbes de ràpid descens posat per Jakob Bernoulli. En els seus dos articles de 1709, Solutions et analyses de quelques problème appartenants aux nouvelles méthodes i Solution générale du problème ..., dona la solució al problema inicial i una solució general a tots els problemes de la mateixa espècie.